# デュー・センテッド
デュー・センテッド（Dew-Scented）は、ドイツ出身のスラッシュメタル/デスラッシュ・バンド。

## 概要
スタジオアルバムはすべて「I」から始まる単語がつけられている。日本で一般的に言われているデスラッシュバンドの中では、直球のスラッシュメタルに近い音楽性を有している。
メンバーの入れ替えが激しく、特に2012年にはボーカリストのライフ・イェンセン以外のメンバーが総入れ替えとなった。
2001年3月に初来日公演。
2018年5月17日、同年10月6日の地元・ニーダーザクセン州ヴァルスローデでのライヴを最後に解散することが発表され、同ライブ後に解散した。

## メンバー

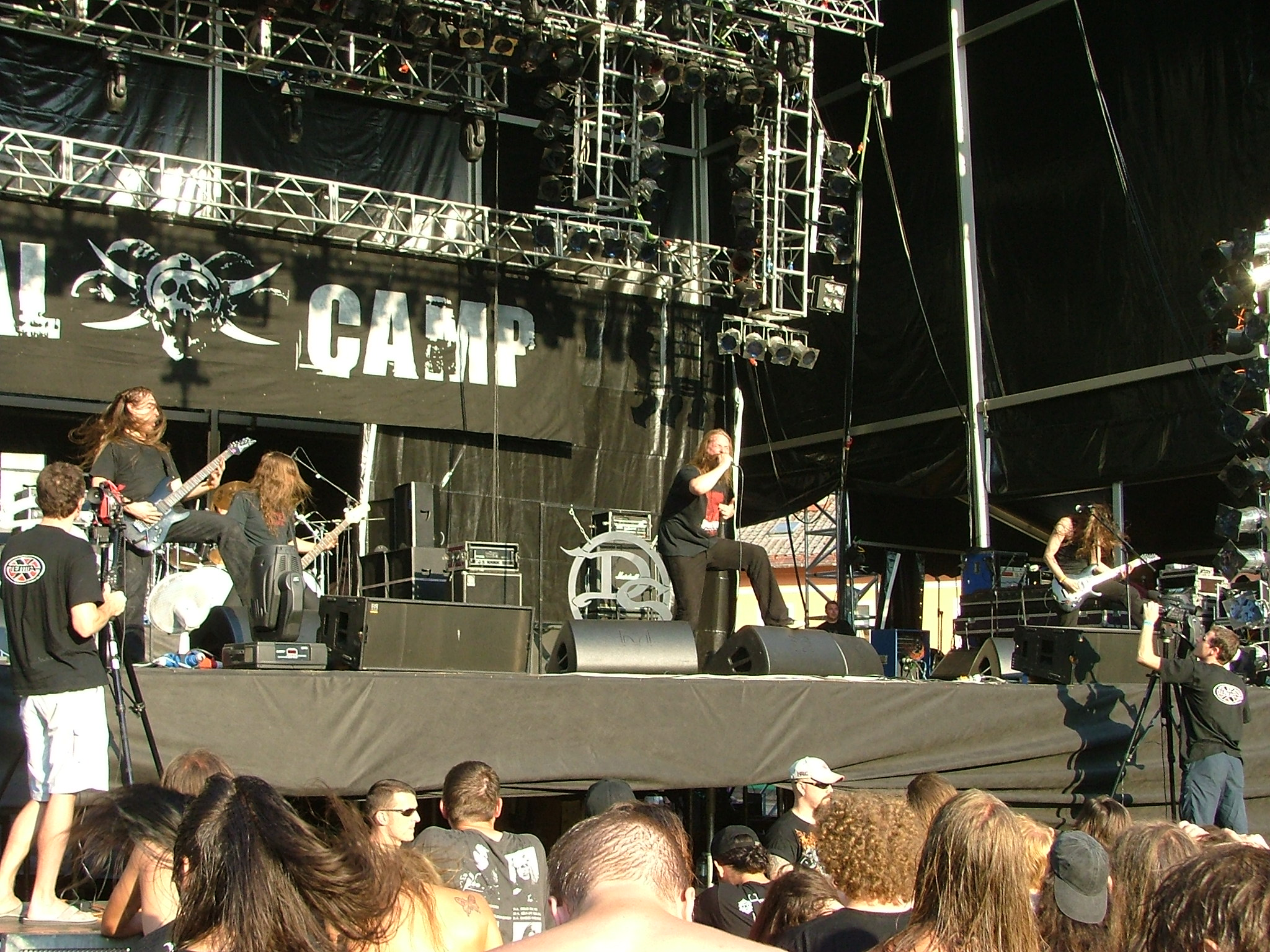
2007年のグループショット

### 最終ラインナップ
- ライフ・イェンセン (Leif Jensen) - ボーカル (1992-2018)
- マルフィン・ブリースデ (Marvin Vriesde) - ギター (2005, 2012-2018)
- ロリー・ハンセン (Rory Hansen) - ギター (2012-2018)
- ヨースト・ファン・デル・グラーフ (Joost Van Der Graaf) - ベース (2012-2018)
- マルク・ジエルジョ (Marc Dzierzon) - ドラムス (2017-2018)

|  |  |  |  |

### 旧メンバー
- ヨルグ・シュツィートニック (Jorg Szittnick) - ギター (1992-1996)
- ラルフ・クライン (Ralf Klein) - ギター (1996-1998)
- フロリアン・ミューラー (Florian Muller) - ギター (1998-2008)
- ヘンドリック・バッヒェ (Hendrik Bache) - ギター (2001-2008)
- マルティン・ヴァルクツァック (Martin Walczak) - ギター (2008-2010)
- ミヒャエル・ボルヒャース (Michael Borchers) - ギター (2008-2012)
- アレクサンダー・パール (Alexander Pahl) - ベース (2003-2011)
- パトリック・ハイムス (Patrick Heims) - ベース (1996-2003)
- タレーク・シュティンショフ (Tarek Stinshoff) - ドラムス (1992-1996)
- ウーヴェ・ヴェルニンク (Uwe Werning) - ドラムス (1997-2007)
- アンドレアス・イェコー (Andreas "Andi" Jechow) - ドラムス (2007)
- マルク＝アンドレ・ディーケン (Marc-Andree Dieken) - ドラムス (2008-2012)
- コーエン・ヘルフスト (Koen Herfst) - ドラムス (2012-2015)

## ディスコグラフィー

### アルバム
- 1996年 Immortelle
- 1998年 Innoscent
- 1999年 Ill-Natured
- 2002年 Inwards (邦題:インワーズ)
- 2003年 Impact (邦題:インパクト)
- 2003年 Ill-Natured & Innoscent
2ndと3rdを1枚にまとめ、リマスターを施して再発されたもの。
- 2005年 Issue VI (邦題:イシューVI)
- 2007年 Incinerate (邦題:インシネレイト)
- 2010年 Invocation (邦題:インヴォケイション)
- 2012年 Icarus (邦題:イカルス)
- 2015年 Intermination

### その他の作品
- 1994年 Symbolization
1stデモ。
- 2010年 Imperial Anthems No.2
アメリカのスラッシュメタルバンドウォーブリンガーとのスプリット。